# Oscar för bästa originalmanus
Detta är en lista över filmer som belönats med det amerikanska filmpriset Oscar för bästa manus som inte är en adaption (bearbetning) av tidigare utgivet material. Priset instiftades 1940, innan detta år delades Oscar ut i kategorin "bästa berättelse". Oscar för bästa manus efter förlaga är ett liknande pris som delas ut för manus som är adaptioner av redan utgivet material.

## Vinnare och nominerade

### 1940-talet
| År                            | Film                                                                             | Manusförfattare                           |
| 1940 (13:e)                   |                                                                                  |                                           |
| ----------------------------- | -------------------------------------------------------------------------------- | ----------------------------------------- |
| 1940 (13:e)                   | Skojare gör karriär                                                              | Preston Sturges                           |
| 1940 (13:e)                   | Änglar över Broadway                                                             | Ben Hecht                                 |
| 1940 (13:e)                   | Doktor Ehrlich                                                                   | Norman Burnstine Heinz Herald John Huston |
| 1940 (13:e)                   | Utrikeskorrespondenten                                                           | Charles Bennett Joan Harrison             |
| 1940 (13:e)                   | Diktatorn                                                                        | Charlie Chaplin                           |
| 1941 (14:e)                   |                                                                                  |                                           |
| En sensation                  | Herman J. Mankiewicz Orson Welles                                                |                                           |
| Hemliga Higgins               | Norman Krasna                                                                    |                                           |
| Sergeant York                 | Harry Chandlee Abem Finkel John Huston Howard Koch                               |                                           |
| Tall, Dark and Handsome       | Karl Tunberg Darrell Ware                                                        |                                           |
| Om tycke uppstår...           | Paul Jarrico                                                                     |                                           |
| 1942 (15:e)                   |                                                                                  |                                           |
| Årets kvinna                  | Michael Kanin Ring Lardner Jr.                                                   |                                           |
| Ett av våra bombplan saknas   | Michael Powell Emeric Pressburger                                                |                                           |
| Två glada sjömän i Marocko    | Frank Butler Don Hartman                                                         |                                           |
| Till sista man                | W.R. Burnett Frank Butler                                                        |                                           |
| Kriget mot Mrs. Hadley        | George Oppenheimer                                                               |                                           |
| 1943 (16:e)                   |                                                                                  |                                           |
| Gift dej med mej              | Norman Krasna                                                                    |                                           |
| Luften är vårt liv            | Dudley Nichols                                                                   |                                           |
| Havet är vårt öde             | Noël Coward                                                                      |                                           |
| Överraskade i gryningen       | Lillian Hellman                                                                  |                                           |
| Vi hälsa livet                | Allan Scott                                                                      |                                           |
| 1944 (17:e)                   |                                                                                  |                                           |
| Wilson                        | Lamar Trotti                                                                     |                                           |
| Ja, må han leva!              | Preston Sturges                                                                  |                                           |
| Miraklet                      | Preston Sturges                                                                  |                                           |
| Tre hjärtan i otakt           | Richard Connell Gladys Lehman                                                    |                                           |
| Spökskeppet                   | Jerome Cady                                                                      |                                           |
| 1945 (18:e)                   |                                                                                  |                                           |
| Marie-Louise                  | Richard Schweizer                                                                |                                           |
| Dillinger                     | Philip Yordan                                                                    |                                           |
| Musik för miljoner            | Myles Connolly                                                                   |                                           |
| Sista loppet                  | Milton Holmes                                                                    |                                           |
| What Next, Corporal Hargrove? | Harry Kurnitz                                                                    |                                           |
| 1946 (19:e)                   |                                                                                  |                                           |
| Sjunde slöjan                 | Muriel Box Sydney Box                                                            |                                           |
| Blå dahlian                   | Raymond Chandler                                                                 |                                           |
| Paradisets barn               | Jacques Prévert                                                                  |                                           |
| Notorious!                    | Ben Hecht                                                                        |                                           |
| Två glada sjömän i Alaska     | Norman Panama Melvin Frank                                                       |                                           |
| 1947 (20:e)                   |                                                                                  |                                           |
| Jag såg honom först!          | Sidney Sheldon                                                                   |                                           |
| Kropp och själ                | Abraham Polonsky                                                                 |                                           |
| Dubbelliv                     | Ruth Gordon Garson Kanin                                                         |                                           |
| Monsieur Verdoux              | Charlie Chaplin                                                                  |                                           |
| Ungdomsfängelset              | Sergio Amidei Adolfo Franci Cesare Giulio Viola Cesare Zavattini                 |                                           |
| 1948 (21:a)                   |                                                                                  |                                           |
| Inget pris                    |                                                                                  |                                           |
| 1949 (22:a)                   |                                                                                  |                                           |
| På främmande mark             | Robert Pirosh                                                                    |                                           |
| Sången är mitt liv            | Sidney Buchman                                                                   |                                           |
| Befriande eld                 | Alfred Hayes Federico Fellini Sergio Amidei Marcello Pagliero Roberto Rossellini |                                           |
| Biljett till Burgund          | T.E.B. Clarke                                                                    |                                           |
| Den ensamme                   | Helen Levitt Janice Loeb Sidney Meyers                                           |                                           |

### 1950-talet
| År                        | Film                                                                                                | Manusförfattare                                  |
| 1950 (23:e)               | |                                                  |
| ------------------------- | --------------------------------------------------------------------------------------------------- | ------------------------------------------------ |
| 1950 (23:e)               | Sunset Boulevard                                                                                    | Charles Brackett Billy Wilder D.M. Marshman, Jr. |
| 1950 (23:e)               | Adams revben                                                                                        | Ruth Gordon Garson Kanin                         |
| 1950 (23:e)               | Kvinnor i fängelse                                                                                  | Virginia Kellogg Bernard C. Schoenfeld           |
| 1950 (23:e)               | Männen                                                                                              | Carl Foreman                                     |
| 1950 (23:e)               | Ingen väg ut                                                                                        | Joseph L. Mankiewicz Lesser Samuels              |
| 1951 (24:e)               | |                                                  |
| En amerikan i Paris       | Alan Jay Lerner                                                                                     |                                                  |
| Sensationen för dagen     | Billy Wilder Lesser Samuels Walter Newman                                                           |                                                  |
| David och Batseba         | Philip Dunne                                                                                        |                                                  |
| Mot okänt mål             | Robert Pirosh                                                                                       |                                                  |
| Flicka försvunnen         | Clarence Greene Russell Rouse                                                                       |                                                  |
| 1952 (25:e)               | |                                                  |
| Jag stal en miljon        | T.E.B. Clarke                                                                                       |                                                  |
| Röd gisslan               | Sydney Boehm                                                                                        |                                                  |
| Svindlande rymder         | Terence Rattigan                                                                                    |                                                  |
| Feminint fenomen          | Ruth Gordon Garson Kanin                                                                            |                                                  |
| Viva Zapata!              | John Steinbeck                                                                                      |                                                  |
| 1953 (26:e)               | |                                                  |
| Titanic                   | Charles Brackett Walter Reisch Richard L. Breen                                                     |                                                  |
| Den stora premiären       | Betty Comden Adolph Green                                                                           |                                                  |
| Ökenråttorna              | Richard Murphy                                                                                      |                                                  |
| Den nakna sporren         | Sam Rolfe Harold Jack Bloom                                                                         |                                                  |
| Fronten väntar            | Millard Kaufman                                                                                     |                                                  |
| 1954 (27:e)               | |                                                  |
| Storstadshamn             | Budd Schulberg                                                                                      |                                                  |
| Barfotagrevinnan          | Joseph L. Mankiewicz                                                                                |                                                  |
| På vift med Genevieve     | William Rose                                                                                        |                                                  |
| Moonlight serenade        | Valentine Davies Oscar Brodney                                                                      |                                                  |
| Ta i trä                  | Norman Panama Melvin Frank                                                                          |                                                  |
| 1955 (28:e)               | |                                                  |
| Sången till livet         | William Ludwig Sonya Levien                                                                         |                                                  |
| En mans myteri            | Milton Sperling Emmet Lavery                                                                        |                                                  |
| Alltid vackert väder      | Betty Comden Adolph Green                                                                           |                                                  |
| Semestersabotören         | Jacques Tati Henri Marquet                                                                          |                                                  |
| 7 små filurer             | Melville Shavelson Jack Rose                                                                        |                                                  |
| 1956 (29:e)               | |                                                  |
| Den röda ballongen        | Albert Lamorisse                                                                                    |                                                  |
| Mellan himmel och helvete | Robert Lewin                                                                                        |                                                  |
| Din in i döden            | Andrew L. Stone                                                                                     |                                                  |
| La strada                 | Federico Fellini Tullio Pinelli                                                                     |                                                  |
| Ladykillers               | William Rose                                                                                        |                                                  |
| 1957 (30:e)               | |                                                  |
| Förlåt, vi är visst gifta | George Wells                                                                                        |                                                  |
| Kär i Paris               | Leonard Gershe                                                                                      |                                                  |
| Mannen med 1000 ansikten  | Ralph Wheelwright (synopsis) R. Wright Campbell (manus) Ivan Goff (manus) Ben Roberts (manus)       |                                                  |
| Skjuta eller skjutas      | Barney Slater (synopsis) Joel Kane (synopsis) Dudley Nichols (manus)                                |                                                  |
| Gänget                    | Federico Fellini (manus/synopsis) Ennio Flaiano (manus/synopsis) Tullio Pinelli (synopsis)          |                                                  |
| 1958 (31:a)               | |                                                  |
| Kedjan                    | Nedrick Young Harold Jacob Smith                                                                    |                                                  |
| Gudinnan                  | Paddy Chayefsky                                                                                     |                                                  |
| Dadda för tre             | Melville Shavelson Jack Rose                                                                        |                                                  |
| Det kom en man från Texas | William Bowers (manus) James Edward Grant (manus/synopsis)                                          |                                                  |
| Frökens favorit           | Fay Kanin Michael Kanin                                                                             |                                                  |
| 1959 (32:a)               | |                                                  |
| Jag hatar dej, älskling   | Russell Rouse (synopsis) Clarence Greene (synopsis) Stanley Shapiro (manus) Maurice Richlin (manus) |                                                  |
| De 400 slagen             | François Truffaut Marcel Moussy                                                                     |                                                  |
| I sista minuten           | Ernest Lehman                                                                                       |                                                  |
| Operation kjoltyg         | Paul King (synopsis) Joseph Stone (synopsis) Stanley Shapiro (manus) Maurice Richlin (manus)        |                                                  |
| Smultronstället           | Ingmar Bergman                                                                                      |                                                  |

### 1960-talet
| År                                             | Film | Manusförfattare                                                          |
| 1960 (33:e)                                    | |                                                                          |
| ---------------------------------------------- | --- | ------------------------------------------------------------------------ |
| 1960 (33:e)                                    | Ungkarlslyan | Billy Wilder I.A.L. Diamond                                              |
| 1960 (33:e)                                    | Tyst vrede | Richard Gregson (synopsis) Michael Craig (synopsis) Bryan Forbes (manus) |
| 1960 (33:e)                                    | På vift fast gift | Norman Panama Melvin Frank                                               |
| 1960 (33:e)                                    | Hiroshima - min älskade | Marguerite Duras                                                         |
| 1960 (33:e)                                    | Aldrig på en söndag | Jules Dassin                                                             |
| 1961 (34:e)                                    | |                                                                          |
| Feber i blodet                                 | William Inge |                                                                          |
| Ballad om en soldat                            | Valentin Ezhov Grigoriy Chukhray |                                                                          |
| Generalen                                      | Sergio Amidei Diego Fabbri Indro Montanelli |                                                                          |
| Det ljuva livet                                | Federico Fellini Tullio Pinelli Ennio Flaiano Brunello Rondi                                                                                             |                                                                          |
| En pyjamas för två                             | Stanley Shapiro Paul Henning |                                                                          |
| 1962 (35:e)                                    | |                                                                          |
| Skilsmässa på italienska                       | Ennio De Concini Alfredo Giannetti Pietro Germi |                                                                          |
| Det fördolda                                   | Charles Kaufman (manus/synopsis) Wolfgang Reinhardt (manus)                                                                                              |                                                                          |
| I fjol i Marienbad                             | Alain Robbe-Grillet |                                                                          |
| Älskling, jag ger mej!                         | Stanley Shapiro Nate Monaster |                                                                          |
| Såsom i en spegel                              | Ingmar Bergman |                                                                          |
| 1963 (36:e)                                    | |                                                                          |
| Så vanns vilda västern                         | James R. Webb |                                                                          |
| Amerika Amerika                                | Elia Kazan |                                                                          |
| 8 ½                                            | Federico Fellini Ennio Flaiano Tullio Pinelli Brunello Rondi                                                                                             |                                                                          |
| Neapel - ockuperad stad                        | Pasquale Festa Campanile (manus/synopsis) Massimo Franciosa (manus/synopsis) Nanni Loy (manus/synopsis) Vasco Pratolini (synopsis) Carlo Bernari (manus) |                                                                          |
| Natt med en främling                           | Arnold Schulman |                                                                          |
| 1964 (37:e)                                    | |                                                                          |
| Stora Vargen anropar                           | S.H. Barnett (synopsis) Peter Stone (manus) Frank Tarloff (manus)                                                                                        |                                                                          |
| Yeah! Yeah! Yeah!                              | Alun Owen |                                                                          |
| Fallet Julie                                   | Orville H. Hampton (manus/synopsis) Raphael Hayes (manus)                                                                                                |                                                                          |
| I compagni                                     | Agenore Incrocci Furio Scarpelli Mario Monicelli |                                                                          |
| Mannen från Rio                                | Jean-Paul Rappeneau Ariane Mnouchkine Daniel Boulanger Philippe de Broca                                                                                 |                                                                          |
| 1965 (38:e)                                    | |                                                                          |
| Darling                                        | Frederic Raphael |                                                                          |
| Casanova '70                                   | Agenore Incrocci Furio Scarpelli Mario Monicelli Tonino Guerra Giorgio Salvioni Suso Cecchi d'Amico                                                      |                                                                          |
| Dessa fantastiska män i sina flygande maskiner | Jack Davies Ken Annakin |                                                                          |
| Tåget                                          | Franklin Coen Frank Davis |                                                                          |
| Paraplyerna i Cherbourg                        | Jacques Demy |                                                                          |
| 1966 (39:e)                                    | |                                                                          |
| En man och en kvinna                           | Claude Lelouch (manus/synopsis) Pierre Uytterhoeven (manus)                                                                                              |                                                                          |
| Blow-up - förstoringen                         | Michelangelo Antonioni (manus/synopsis) Tonino Guerra (manus) Edward Bond (manus)                                                                        |                                                                          |
| Storsvindlarna                                 | Billy Wilder I.A.L. Diamond |                                                                          |
| Khartoum                                       | Robert Ardrey |                                                                          |
| Människojakt                                   | Clint Johnston Don Peters |                                                                          |
| 1967 (40:e)                                    | |                                                                          |
| Gissa vem som kommer på middag                 | William Rose |                                                                          |
| Bonnie och Clyde                               | David Newman Robert Benton |                                                                          |
| Skilsmässa på amerikanska                      | Robert Kaufman (synopsis) Norman Lear (manus) |                                                                          |
| Kriget är slut                                 | Jorge Semprún |                                                                          |
| Två på väg                                     | Frederic Raphael |                                                                          |
| 1968 (41:a)                                    | |                                                                          |
| Det våras för Hitler                           | Mel Brooks |                                                                          |
| Slaget om Alger                                | Franco Solinas Gillo Pontecorvo |                                                                          |
| Faces                                          | John Cassavetes |                                                                          |
| Härliga miljoner                               | Ira Wallach Peter Ustinov |                                                                          |
| År 2001 – ett rymdäventyr                      | Stanley Kubrick Arthur C. Clarke |                                                                          |
| 1969 (42:a)                                    | |                                                                          |
| Butch Cassidy och Sundance Kid                 | William Goldman |                                                                          |
| Bob & Carol & Ted & Alice                      | Paul Mazursky Larry Tucker |                                                                          |
| De fördömda                                    | Nicola Badalucco (manus/synopsis) Enrico Medioli (manus) Luchino Visconti (manus)                                                                        |                                                                          |
| Easy Rider                                     | Peter Fonda Dennis Hopper Terry Southern |                                                                          |
| Det vilda gänget                               | Walon Green (manus/synopsis) Roy N. Sickner (synopsis) Sam Peckinpah (manus)                                                                             |                                                                          |

### 1970-talet
| År                                                      | Film | Manusförfattare                                         |
| 1970 (43:e)                                             | |                                                         |
| ------------------------------------------------------- | --- | ------------------------------------------------------- |
| 1970 (43:e)                                             | Patton – Pansargeneralen                                                                                         | Francis Ford Coppola Edmund H. North                    |
| 1970 (43:e)                                             | Five Easy Pieces                                                                                                 | Bob Rafelson (synopsis) Carole Eastman (manus/synopsis) |
| 1970 (43:e)                                             | Joe | Norman Wexler                                           |
| 1970 (43:e)                                             | Love Story | Erich Segal                                             |
| 1970 (43:e)                                             | Min natt med Maud                                                                                                | Éric Rohmer                                             |
| 1971 (44:e)                                             | |                                                         |
| Kliniken                                                | Paddy Chayefsky                                                                                                  |                                                         |
| Undersökning av en medborgare höjd över alla misstankar | Elio Petri Ugo Pirro                                                                                             |                                                         |
| Klute - en smart snut                                   | Andy Lewis David E. Lewis                                                                                        |                                                         |
| Sommaren '42                                            | Herman Raucher                                                                                                   |                                                         |
| Söndag, satans söndag                                   | Penelope Gilliatt                                                                                                |                                                         |
| 1972 (45:e)                                             | |                                                         |
| Bill McKay - utmanaren                                  | Jeremy Larner |                                                         |
| Borgarklassens diskreta charm                           | Luis Buñuel (manus/synopsis) Jean-Claude Carrière (samarbete)                                                    |                                                         |
| Lady Sings the Blues                                    | Terence McCloy Chris Clark Suzanne De Passe                                                                      |                                                         |
| Den första kärleken                                     | Louis Malle |                                                         |
| Churchills äventyrliga ungdom                           | Carl Foreman |                                                         |
| 1973 (46:e)                                             | |                                                         |
| Blåsningen                                              | David S. Ward |                                                         |
| Sista natten med gänget                                 | George Lucas Gloria Katz Willard Huyck                                                                           |                                                         |
| Viskningar och rop                                      | Ingmar Bergman                                                                                                   |                                                         |
| Save the Tiger                                          | Steve Shagan |                                                         |
| Kärlek börjar med kast                                  | Melvin Frank Jack Rose                                                                                           |                                                         |
| 1974 (47:e)                                             | |                                                         |
| Chinatown                                               | Robert Towne |                                                         |
| Alice bor inte här längre                               | Robert Getchell                                                                                                  |                                                         |
| Avlyssningen                                            | Francis Ford Coppola                                                                                             |                                                         |
| Dag som natt                                            | François Truffaut Jean-Louis Richard Suzanne Schiffman                                                           |                                                         |
| Harry och Tonto                                         | Paul Mazursky Josh Greenfeld                                                                                     |                                                         |
| 1975 (48:e)                                             | |                                                         |
| En satans eftermiddag                                   | Frank Pierson |                                                         |
| Amarcord                                                | Federico Fellini Tonino Guerra                                                                                   |                                                         |
| Toute une vie                                           | Claude Lelouch Pierre Uytterhoeven                                                                               |                                                         |
| Lyckan kommer, lyckan går                               | Ted Allan |                                                         |
| Shampoo                                                 | Robert Towne Warren Beatty                                                                                       |                                                         |
| 1976 (49:e)                                             | |                                                         |
| Network                                                 | Paddy Chayefsky                                                                                                  |                                                         |
| Cousin, cousine                                         | Jean-Charles Tacchella (manus/synopsis) Danièle Thompson (adaption)                                              |                                                         |
| Aldrig i livet!                                         | Walter Bernstein                                                                                                 |                                                         |
| Rocky                                                   | Sylvester Stallone                                                                                               |                                                         |
| Mannen som köpte sitt liv                               | Lina Wertmüller                                                                                                  |                                                         |
| 1977 (50:e)                                             | |                                                         |
| Annie Hall                                              | Woody Allen Marshall Brickman                                                                                    |                                                         |
| Sa jag adjö när jag kom?                                | Neil Simon |                                                         |
| I elfte timmen                                          | Robert Benton |                                                         |
| Stjärnornas krig                                        | George Lucas |                                                         |
| Vändpunkten                                             | Arthur Laurents                                                                                                  |                                                         |
| 1978 (51:a)                                             | |                                                         |
| Hemkomsten                                              | Nancy Dowd (synopsis) Waldo Salt (manus) Robert C. Jones (manus)                                                 |                                                         |
| Höstsonaten                                             | Ingmar Bergman                                                                                                   |                                                         |
| Deer Hunter                                             | Michael Cimino (synopsis) Deric Washburn (manus/synopsis) Louis Garfinkle (synopsis) Quinn K. Redeker (synopsis) |                                                         |
| Interiors                                               | Woody Allen |                                                         |
| En fri kvinna                                           | Paul Mazursky |                                                         |
| 1979 (52:a)                                             | |                                                         |
| Loppet är kört                                          | Steve Tesich |                                                         |
| Showtime                                                | Robert Alan Aurthur (postum nominering) Bob Fosse                                                                |                                                         |
| ...och rättvisa åt alla                                 | Valerie Curtin Barry Levinson                                                                                    |                                                         |
| Kinasyndromet                                           | Mike Gray T.S. Cook James Bridges                                                                                |                                                         |
| Manhattan                                               | Woody Allen Marshall Brickman                                                                                    |                                                         |

### 1980-talet
| År                                              | Film                                                                                                   | Manusförfattare                                         |
| 1980 (53:e)                                     | |                                                         |
| ----------------------------------------------- | --- | ------------------------------------------------------- |
| 1980 (53:e)                                     | Melvin och Howard                                                                                      | Bo Goldman                                              |
| 1980 (53:e)                                     | Brubaker                                                                                               | W.D. Richter (manus/synopsis) Arthur A. Ross (synopsis) |
| 1980 (53:e)                                     | Fame                                                                                                   | Christopher Gore                                        |
| 1980 (53:e)                                     | Min farbror från Amerika                                                                               | Jean Gruault                                            |
| 1980 (53:e)                                     | Tjejen som gjorde lumpen                                                                               | Nancy Meyers Charles Shyer Harvey Miller                |
| 1981 (54:e)                                     | |                                                         |
| Triumfens ögonblick                             | Colin Welland                                                                                          |                                                         |
| Utan ont uppsåt                                 | Kurt Luedtke                                                                                           |                                                         |
| En brud för mycket                              | Steve Gordon                                                                                           |                                                         |
| Atlantic City, U.S.A.                           | John Guare                                                                                             |                                                         |
| Reds                                            | Warren Beatty Trevor Griffiths                                                                         |                                                         |
| 1982 (55:e)                                     | |                                                         |
| Gandhi                                          | John Briley                                                                                            |                                                         |
| Fiket                                           | Barry Levinson                                                                                         |                                                         |
| E.T. the Extra-Terrestrial                      | Melissa Mathison                                                                                       |                                                         |
| En officer och gentleman                        | Douglas Day Stewart                                                                                    |                                                         |
| Tootsie                                         | Larry Gelbart (manus/synopsis) Murray Schisgal (manus) Don McGuire (synopsis)                          |                                                         |
| 1983 (56:e)                                     | |                                                         |
| På nåd och onåd                                 | Horton Foote                                                                                           |                                                         |
| Människor emellan                               | Lawrence Kasdan Barbara Benedek                                                                        |                                                         |
| Fanny och Alexander                             | Ingmar Bergman                                                                                         |                                                         |
| Silkwood                                        | Nora Ephron Alice Arlen                                                                                |                                                         |
| War Games                                       | Lawrence Lasker Walter F. Parkes                                                                       |                                                         |
| 1984 (57:e)                                     | |                                                         |
| En plats i mitt hjärta                          | Robert Benton                                                                                          |                                                         |
| Snuten i Hollywood                              | Daniel Petrie Jr. (manus/synopsis) Danilo Bach (synopsis)                                              |                                                         |
| Broadway Danny Rose                             | Woody Allen                                                                                            |                                                         |
| Vägen norrut                                    | Gregory Nava Anna Thomas                                                                               |                                                         |
| Splash                                          | Lowell Ganz (manus) Babaloo Mandel (manus) Bruce Jay Friedman (manus/synopsis) Brian Grazer (synopsis) |                                                         |
| 1985 (58:e)                                     | |                                                         |
| Vittne till mord                                | Earl W. Wallace (manus/synopsis) William Kelley (manus/synopsis) Pamela Wallace (synopsis)             |                                                         |
| Tillbaka till framtiden                         | Robert Zemeckis Bob Gale                                                                               |                                                         |
| Brazil                                          | Terry Gilliam Tom Stoppard Charles McKeown                                                             |                                                         |
| De försvunnas barn                              | Luis Puenzo Aída Bortnik                                                                               |                                                         |
| Kairos röda ros                                 | Woody Allen                                                                                            |                                                         |
| 1986 (59:e)                                     | |                                                         |
| Hannah och hennes systrar                       | Woody Allen                                                                                            |                                                         |
| Crocodile Dundee – en storviltjägare i New York | Paul Hogan (manus/synopsis) Ken Shadie (manus) John Cornell (manus)                                    |                                                         |
| Min sköna tvättomat                             | Hanif Kureishi                                                                                         |                                                         |
| Plutonen                                        | Oliver Stone                                                                                           |                                                         |
| Salvador                                        | Oliver Stone Rick Boyle                                                                                |                                                         |
| 1987 (60:e)                                     | |                                                         |
| Mångalen                                        | John Patrick Shanley                                                                                   |                                                         |
| Vi ses igen, barn                               | Louis Malle                                                                                            |                                                         |
| Broadcast News - nyhetsfeber                    | James L. Brooks                                                                                        |                                                         |
| Hope and Glory                                  | John Boorman                                                                                           |                                                         |
| Radio Days                                      | Woody Allen                                                                                            |                                                         |
| 1988 (61:a)                                     | |                                                         |
| Rain Man                                        | Ronald Bass (manus) Barry Morrow (manus/synopsis)                                                      |                                                         |
| Big                                             | Gary Ross Anne Spielberg                                                                               |                                                         |
| Bull Durham                                     | Ron Shelton                                                                                            |                                                         |
| En fisk som heter Wanda                         | John Cleese (manus/synopsis) Charles Crichton (synopsis)                                               |                                                         |
| Flykt utan mål                                  | Naomi Foner                                                                                            |                                                         |
| 1989 (62:a)                                     | |                                                         |
| Döda poeters sällskap                           | Tom Schulman                                                                                           |                                                         |
| Små och stora brott                             | Woody Allen                                                                                            |                                                         |
| Do the Right Thing                              | Spike Lee                                                                                              |                                                         |
| Sex, lögner och videoband                       | Steven Soderbergh                                                                                      |                                                         |
| När Harry träffade Sally...                     | Nora Ephron                                                                                            |                                                         |

### 1990-talet
| År                             | Film | Manusförfattare  |
| 1990 (63:e)                    | |                  |
| ------------------------------ | --- | ---------------- |
| 1990 (63:e)                    | Ghost | Bruce Joel Rubin |
| 1990 (63:e)                    | Alice | Woody Allen      |
| 1990 (63:e)                    | Avalon | Barry Levinson   |
| 1990 (63:e)                    | Gifta på låtsas | Peter Weir       |
| 1990 (63:e)                    | Metropolitan | Whit Stillman    |
| 1991 (64:e)                    | |                  |
| Thelma & Louise                | Callie Khouri |                  |
| Boyz n the Hood                | John Singleton |                  |
| Bugsy                          | James Toback |                  |
| Fisher King                    | Richard LaGravenese |                  |
| Grand Canyon                   | Lawrence Kasdan Meg Kasdan |                  |
| 1992 (65:e)                    | |                  |
| The Crying Game                | Neil Jordan |                  |
| Fruar och äkta män             | Woody Allen |                  |
| Lorenzos olja                  | George Miller Nick Enright |                  |
| Passion Fish                   | John Sayles |                  |
| De skoningslösa                | David Webb Peoples |                  |
| 1993 (66:e)                    | |                  |
| Pianot                         | Jane Campion |                  |
| Dave                           | Gary Ross |                  |
| I skottlinjen                  | Jeff Maguire |                  |
| Philadelphia                   | Ron Nyswaner |                  |
| Sömnlös i Seattle              | Nora Ephron (manus) David S. Ward (manus) Jeff Arch (manus/synopsis)                                                                                             |                  |
| 1994 (67:e)                    | |                  |
| Pulp Fiction                   | Quentin Tarantino (manus/synopsis) Roger Avary (synopsis) |                  |
| Kulregn över Broadway          | Woody Allen Douglas McGrath |                  |
| Fyra bröllop och en begravning | Richard Curtis |                  |
| Svarta änglar                  | Fran Walsh Peter Jackson |                  |
| Den röda filmen                | Krzysztof Piesiewicz Krzysztof Kieslowski |                  |
| 1995 (68:e)                    | |                  |
| De misstänkta                  | Christopher McQuarrie |                  |
| Braveheart                     | Randall Wallace |                  |
| På tal om Afrodite             | Woody Allen |                  |
| Nixon                          | Stephen J. Rivele Christopher Wilkinson Oliver Stone |                  |
| Toy Story                      | Joss Whedon (manus) Andrew Stanton (manus/synopsis) Joel Cohen (manus) Alec Sokolow (manus) John Lasseter (synopsis) Pete Docter (synopsis) Joe Ranft (synopsis) |                  |
| 1996 (69:e)                    | |                  |
| Fargo                          | Ethan Coen Joel Coen |                  |
| Jerry Maguire                  | Cameron Crowe |                  |
| Lone Star                      | John Sayles |                  |
| Hemligheter och lögner         | Mike Leigh |                  |
| Shine                          | Jan Sardi (manus) Scott Hicks (synopsis) |                  |
| 1997 (70:e)                    | |                  |
| Will Hunting                   | Matt Damon Ben Affleck |                  |
| Livet från den ljusa sidan     | Mark Andrus (manus/synopsis) James L. Brooks (manus) |                  |
| Boogie Nights                  | Paul Thomas Anderson |                  |
| Harry bit för bit              | Woody Allen |                  |
| Allt eller inget               | Simon Beaufoy |                  |
| 1998 (71:a)                    | |                  |
| Shakespeare in Love            | Marc Norman Tom Stoppard |                  |
| Bulworth                       | Warren Beatty (manus/synopsis) Jeremy Pikser (manus) |                  |
| Livet är underbart             | Vincenzo Cerami Roberto Benigni |                  |
| Rädda menige Ryan              | Robert Rodat |                  |
| Truman Show                    | Andrew Niccol |                  |
| 1999 (72:a)                    | |                  |
| American Beauty                | Alan Ball |                  |
| I huvudet på John Malkovich    | Charlie Kaufman |                  |
| Magnolia                       | Paul Thomas Anderson |                  |
| Sjätte sinnet                  | M. Night Shyamalan |                  |
| Topsy-Turvy                    | Mike Leigh |                  |

### 2000-talet
| År                                    | Film                                                                                  | Manusförfattare                                                              |
| 2000 (73:e)                           |                                                                                       |                                                                              |
| ------------------------------------- | ------------------------------------------------------------------------------------- | ---------------------------------------------------------------------------- |
| 2000 (73:e)                           | Almost Famous                                                                         | Cameron Crowe                                                                |
| 2000 (73:e)                           | Billy Elliot                                                                          | Lee Hall                                                                     |
| 2000 (73:e)                           | Erin Brockovich                                                                       | Susannah Grant                                                               |
| 2000 (73:e)                           | Gladiator                                                                             | David Franzoni (manus/synopsis) John Logan (manus) William Nicholson (manus) |
| 2000 (73:e)                           | You Can Count on Me                                                                   | Kenneth Lonergan                                                             |
| 2001 (74:e)                           |                                                                                       |                                                                              |
| Gosford Park                          | Julian Fellowes                                                                       |                                                                              |
| Amelie från Montmartre                | Guillaume Laurant Jean-Pierre Jeunet                                                  |                                                                              |
| Memento                               | Christopher Nolan (manus) Jonathan Nolan (synopsis)                                   |                                                                              |
| Monster's Ball                        | Milo Addica Will Rokos                                                                |                                                                              |
| Royal Tenenbaums                      | Wes Anderson Owen Wilson                                                              |                                                                              |
| 2002 (75:e)                           |                                                                                       |                                                                              |
| Tala med henne                        | Pedro Almodóvar                                                                       |                                                                              |
| Far from Heaven                       | Todd Haynes                                                                           |                                                                              |
| Gangs of New York                     | Jay Cocks (manus/synopsis) Steven Zaillian (manus) Kenneth Lonergan (manus)           |                                                                              |
| Mitt stora feta grekiska bröllop      | Nia Vardalos                                                                          |                                                                              |
| Din morsa också!                      | Carlos Cuarón Alfonso Cuarón                                                          |                                                                              |
| 2003 (76:e)                           |                                                                                       |                                                                              |
| Lost in Translation                   | Sofia Coppola                                                                         |                                                                              |
| Dirty Pretty Things                   | Steven Knight                                                                         |                                                                              |
| Hitta Nemo                            | Andrew Stanton (manus/synopsis) Bob Peterson (manus) David Reynolds (manus)           |                                                                              |
| Drömmarnas land                       | Jim Sheridan Naomi Sheridan Kirsten Sheridan                                          |                                                                              |
| De barbariska invasionerna            | Denys Arcand                                                                          |                                                                              |
| 2004 (77:e)                           |                                                                                       |                                                                              |
| Eternal Sunshine of the Spotless Mind | Charlie Kaufman (manus/synopsis) Michel Gondry (synopsis) Pierre Bismuth (synopsis)   |                                                                              |
| The Aviator                           | John Logan                                                                            |                                                                              |
| Hotel Rwanda                          | Keir Pearson Terry George                                                             |                                                                              |
| Superhjältarna                        | Brad Bird                                                                             |                                                                              |
| Vera Drake                            | Mike Leigh                                                                            |                                                                              |
| 2005 (78:e)                           |                                                                                       |                                                                              |
| Crash                                 | Paul Haggis (manus/synopsis) Robert Moresco (manus)                                   |                                                                              |
| Good Night, and Good Luck.            | George Clooney Grant Heslov                                                           |                                                                              |
| Match Point                           | Woody Allen                                                                           |                                                                              |
| The Squid and the Whale               | Noah Baumbach                                                                         |                                                                              |
| Syriana                               | Stephen Gaghan                                                                        |                                                                              |
| 2006 (79:e)                           |                                                                                       |                                                                              |
| Little Miss Sunshine                  | Michael Arndt                                                                         |                                                                              |
| Babel                                 | Guillermo Arriaga                                                                     |                                                                              |
| Pans labyrint                         | Guillermo del Toro                                                                    |                                                                              |
| Letters from Iwo Jima                 | Iris Yamashita (manus/synopsis) Paul Haggis (synopsis)                                |                                                                              |
| The Queen                             | Peter Morgan                                                                          |                                                                              |
| 2007 (80:e)                           |                                                                                       |                                                                              |
| Juno                                  | Diablo Cody                                                                           |                                                                              |
| Lars and the Real Girl                | Nancy Oliver                                                                          |                                                                              |
| Michael Clayton                       | Tony Gilroy                                                                           |                                                                              |
| Råttatouille                          | Brad Bird (manus/synopsis) Jan Pinkava (synopsis) Jim Capobianco (synopsis)           |                                                                              |
| Familjen Savage                       | Tamara Jenkins                                                                        |                                                                              |
| 2008 (81:a)                           |                                                                                       |                                                                              |
| Milk                                  | Dustin Lance Black                                                                    |                                                                              |
| Frozen River                          | Courtney Hunt                                                                         |                                                                              |
| Happy-Go-Lucky                        | Mike Leigh                                                                            |                                                                              |
| In Bruges                             | Martin McDonagh                                                                       |                                                                              |
| WALL-E                                | Andrew Stanton (manus/synopsis) Jim Reardon (manus) Pete Docter (synopsis)            |                                                                              |
| 2009 (82:a)                           |                                                                                       |                                                                              |
| The Hurt Locker                       | Mark Boal                                                                             |                                                                              |
| A Serious Man                         | Joel Coen Ethan Coen                                                                  |                                                                              |
| Inglourious Basterds                  | Quentin Tarantino                                                                     |                                                                              |
| The Messenger                         | Alessandro Camon Oren Moverman                                                        |                                                                              |
| Upp                                   | Bob Peterson (manus/synopsis) Pete Docter (manus/synopsis) Thomas McCarthy (synopsis) |                                                                              |

### 2010-talet
| År          | Film                                      | Manusförfattare (m) / Synopsis (s)                                                 |
| ----------- | ----------------------------------------- | ---------------------------------------------------------------------------------- |
| 2010 (83:e) | The King's Speech                         | David Seidler                                                                      |
| 2010 (83:e) | Medan åren går                            | Mike Leigh                                                                         |
| 2010 (83:e) | Inception                                 | Christopher Nolan                                                                  |
| 2010 (83:e) | The Kids Are All Right                    | Lisa Cholodenko och Stuart Blumberg                                                |
| 2010 (83:e) | The Fighter                               | Scott Silver (m), Paul Tamasy (m/s), Eric Johnson (m/s) och Keith Dorrington (s)   |
| 2011 (84:e) | Midnatt i Paris                           | Woody Allen                                                                        |
| 2011 (84:e) | The Artist                                | Michel Hazanavicius                                                                |
| 2011 (84:e) | Bridesmaids                               | Kristen Wiig och Annie Mumolo                                                      |
| 2011 (84:e) | Margin Call                               | J.C. Chandor                                                                       |
| 2011 (84:e) | Nader och Simin - En separation           | Asghar Farhadi                                                                     |
| 2012 (85:e) | Django Unchained                          | Quentin Tarantino                                                                  |
| 2012 (85:e) | Amour                                     | Michael Haneke                                                                     |
| 2012 (85:e) | Flight                                    | John Gatins                                                                        |
| 2012 (85:e) | Moonrise Kingdom                          | Wes Anderson och Roman Coppola                                                     |
| 2012 (85:e) | Zero Dark Thirty                          | Mark Boal                                                                          |
| 2013 (86:e) | Her                                       | Spike Jonze                                                                        |
| 2013 (86:e) | American Hustle                           | Eric Warren Singer och David O. Russell                                            |
| 2013 (86:e) | Blue Jasmine                              | Woody Allen                                                                        |
| 2013 (86:e) | Dallas Buyers Club                        | Craig Borten och Melisa Wallack                                                    |
| 2013 (86:e) | Nebraska                                  | Bob Nelson                                                                         |
| 2014 (87:e) | Birdman                                   | Alejandro González Iñárritu, Nicolás Giacobone, Alexander Dinelaris och Armando Bo |
| 2014 (87:e) | The Grand Budapest Hotel                  | Wes Anderson (m/s) och Hugo Guinness (s)                                           |
| 2014 (87:e) | Boyhood                                   | Richard Linklater                                                                  |
| 2014 (87:e) | Foxcatcher                                | E. Max Frye och Dan Futterman                                                      |
| 2014 (87:e) | Nightcrawler                              | Dan Gilroy                                                                         |
| 2015 (88:e) | Spotlight                                 | Tom McCarthy och Josh Singer                                                       |
| 2015 (88:e) | Spionernas bro                            | Matt Charman, Ethan Coen och Joel Coen                                             |
| 2015 (88:e) | Ex Machina                                | Alex Garland                                                                       |
| 2015 (88:e) | Insidan ut                                | Josh Cooley, Ronnie del Carmen, Pete Docter och Meg LeFauve                        |
| 2015 (88:e) | Straight Outta Compton                    | Andrea Berloff, Jonathan Herman, S. Leigh Savidge och Alan Wenkus                  |
| 2016 (89:e) | Manchester by the Sea                     | Kenneth Lonergan                                                                   |
| 2016 (89:e) | Alla tiders kvinnor                       | Mike Mills                                                                         |
| 2016 (89:e) | Hell or High Water                        | Taylor Sheridan                                                                    |
| 2016 (89:e) | La La Land                                | Damien Chazelle                                                                    |
| 2016 (89:e) | The Lobster                               | Efthymis Filippou och Yorgos Lanthimos                                             |
| 2017 (90:e) | Get Out                                   | Jordan Peele                                                                       |
| 2017 (90:e) | The Big Sick                              | Emily V. Gordon och Kumail Nanjiani                                                |
| 2017 (90:e) | Lady Bird                                 | Greta Gerwig                                                                       |
| 2017 (90:e) | The Shape of Water                        | Guillermo del Toro (m/s) och Vanessa Taylor (m)                                    |
| 2017 (90:e) | Three Billboards Outside Ebbing, Missouri | Martin McDonagh                                                                    |
| 2018 (91:a) | Green Book                                | Nick Vallelonga, Brian Hayes Currie och Peter Farrelly                             |
| 2018 (91:a) | The Favourite                             | Deborah Davis och Tony McNamara                                                    |
| 2018 (91:a) | First Reformed                            | Paul Schrader                                                                      |
| 2018 (91:a) | Roma                                      | Alfonso Cuarón                                                                     |
| 2018 (91:a) | Vice                                      | Adam McKay                                                                         |
| 2019 (92:a) | Parasit                                   | Bong Joon-ho (m/s) och Han Jin-won (m)                                             |
| 2019 (92:a) | 1917                                      | Sam Mendes och Krysty Wilson-Cairns                                                |
| 2019 (92:a) | Knives Out                                | Rian Johnson                                                                       |
| 2019 (92:a) | Marriage Story                            | Noah Baumbach                                                                      |
| 2019 (92:a) | Once Upon a Time in Hollywood             | Quentin Tarantino                                                                  |

### 2020-talet
| År             | Film                              | Manusförfattare (m) / Synopsis (s)         |
| -------------- | --------------------------------- | ------------------------------------------ |
| 2020/21 (93:e) | Promising Young Woman             | Emerald Fennell                            |
| 2020/21 (93:e) | Judas and the Black Messiah       | Will Berson och Shaka King                 |
| 2020/21 (93:e) | Minari                            | Lee Isaac Chung                            |
| 2020/21 (93:e) | Sound of Metal                    | Abraham Marder och Darius Marder           |
| 2020/21 (93:e) | The Trial of the Chicago 7        | Aaron Sorkin                               |
| 2021 (94:e)    | Belfast                           | Kenneth Branagh                            |
| 2021 (94:e)    | Don't Look Up                     | Adam McKay (m/s) och David Sirota (s)      |
| 2021 (94:e)    | King Richard                      | Zach Baylin                                |
| 2021 (94:e)    | Licorice Pizza                    | Paul Thomas Anderson                       |
| 2021 (94:e)    | Världens värsta människa          | Eskil Vogt och Joachim Trier               |
| 2022 (95:e)    | Everything Everywhere All at Once | Daniel Kwan och Daniel Scheinert           |
| 2022 (95:e)    | The Banshees of Inisherin         | Martin McDonagh                            |
| 2022 (95:e)    | The Fabelmans                     | Steven Spielberg och Tony Kushner          |
| 2022 (95:e)    | Tár                               | Todd Field                                 |
| 2022 (95:e)    | Triangle of Sadness               | Ruben Östlund                              |
| 2023 (96:e)    | Fritt fall                        | Justine Triet och Arthur Harari            |
| 2023 (96:e)    | The Holdovers                     | David Hemingson                            |
| 2023 (96:e)    | Maestro                           | Bradley Cooper och Josh Singer             |
| 2023 (96:e)    | May December                      | Samy Burch (m/s) och Alex Mechanik (s)     |
| 2023 (96:e)    | Past Lives                        | Celine Song                                |
| 2024 (97:e)    | Anora                             | Sean Baker                                 |
| 2024 (97:e)    | Brutalisten                       | Brady Corbet och Mona Fastvold             |
| 2024 (97:e)    | A Real Pain                       | Jesse Eisenberg                            |
| 2024 (97:e)    | September 5                       | Moritz Binder, Tim Fehlbaum och Alex David |
| 2024 (97:e)    | The Substance                     | Coralie Fargeat                            |

## Manusförfattare med flera vinster
3 vinster:
- Woody Allen

2 vinster:
- Charles Brackett
- Paddy Chayefsky
- Quentin Tarantino
- Billy Wilder

## Manusförfattare med flera nomineringar
16 nomineringar:
- Woody Allen

6 nomineringar:
- Federico Fellini

5 nomineringar:
- Ingmar Bergman
- Mike Leigh

4 nomineringar:
- Melvin Frank
- Tullio Pinelli
- Stanley Shapiro
- Quentin Tarantino
- Billy Wilder

3 nomineringar:

- Sergio Amidei
- Wes Anderson
- Warren Beatty
- Robert Benton
- Paddy Chayefsky
- Pete Docter
- Nora Ephron
- Ennio Flaiano
- Ruth Gordon
- Tonino Guerra
- Garson Kanin
- Barry Levinson
- Paul Mazursky
- Norman Panama
- Jack Rose
- William Rose
- Andrew Stanton
- Oliver Stone
- Preston Sturges

2 nomineringar:

- Paul Thomas Anderson
- Noah Baumbach
- Brad Bird
- Mark Boal
- Charles Brackett
- Marshall Brickman
- James L. Brooks
- Frank Butler
- Charlie Chaplin
- T.E.B. Clarke
- Ethan Coen
- Joel Coen
- Betty Comden
- Francis Ford Coppola
- Cameron Crowe
- Alfonso Cuarón
- I.A.L. Diamond
- Carl Foreman
- Adolph Green
- Clarence Greene
- Paul Haggis
- Ben Hecht
- John Huston
- Agenore Incrocci
- Michael Kanin
- Lawrence Kasdan
- Charlie Kaufman
- Norman Krasna
- Claude Lelouch
- John Logan
- Kenneth Lonergan
- George Lucas
- Louis Malle
- Joseph L. Mankiewicz
- Mario Monicelli
- Dudley Nichols
- Christopher Nolan
- Bob Peterson
- Robert Pirosh
- Frederic Raphael
- Maurice Richlin
- Brunello Rondi
- Gary Ross
- Russell Rouse
- Lesser Samuels
- John Sayles
- Furio Scarpelli
- Melville Shavelson
- Tom Stoppard
- Robert Towne
- François Truffaut
- Pierre Uytterhoeven
- David S. Ward